# Grèbe à bec bigarré
Podilymbus podiceps
Espèce
Statut de conservation UICN

 LC  : Préoccupation mineure
Le Grèbe à bec bigarré (Podilymbus podiceps), parfois aussi appelé Grèbe à gros bec ou Grèbe à bec cerclé, est une espèce d'oiseaux de la famille des Podicipedidae, la famille des grèbes, oiseaux aquatiques. C'est le grèbe qui possède la répartition la plus vaste sur le continent américain. Il n'est que rarement présent en Europe.

## Morphologie

### Mensurations
C'est un assez petit grèbe, mais plus grand que le grèbe castagneux. Il mesure de 31 à 38 cm de longueur et son envergure varie de 56 à 64 cm. La femelle pèse de 260 à 430 g, le mâle de 490 à 560 g.

### Aspect général

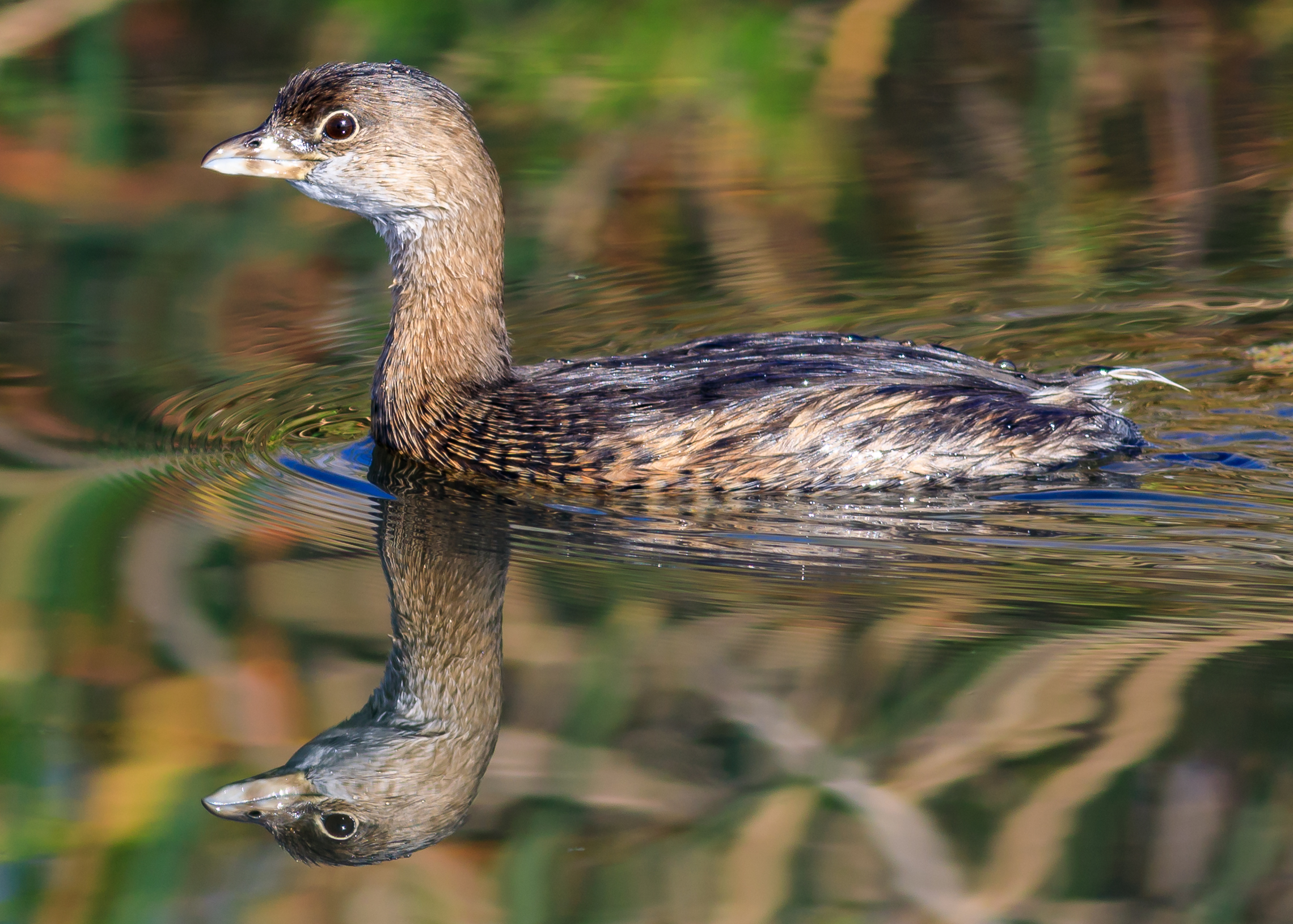
Un grèbe bigarré, près du Sacramento (fleuve), aux États-Unis. Octobre 2021.

C'est un oiseau plutôt trapu au bec épais et au gros cou court. Les pattes sont situées très en arrière du corps, comme souvent chez les oiseaux nageurs, ce qui facilite la propulsion à la surface de l'eau et la plongée, mais qui rend maladroits les déplacements sur la terre ferme. Mâles et femelles présentent le même plumage; il n'y a donc pas de dimorphisme sexuel chez cette espèce.

### Plumage nuptial
En plumage nuptial, le dos est brun sombre, les flancs brun plus clair, le ventre blanc, le cou et la nuque sont brun-gris, le front et la gorge présentent des taches noires. Les cercles oculaires et les sous-caudales sont blancs. Le bec épais blanc bleuté de cet oiseau présente une bande centrale noire.

### Plumage internuptial
En plumage internuptial, cette espèce ne possède plus de taches noires sur la gorge et le front ; la gorge devient grisâtre. Les côtés du cou et les flancs deviennent brun-roux. Le bec, devenu blanc jaunâtre ou grisâtre, ne présente plus de bande noire (on peut alors le confondre avec le Grèbe castagneux) ou celle-ci n'est que faiblement esquissée.
C'est le seul grèbe qui ne montre pas un miroir blanc sur l'aile en vol.

## Comportement

### Alimentation
Ces oiseaux plongent généralement pour se nourrir, mais ce sont des opportunistes qui utiliseront au mieux les ressources alimentaires de leur habitat.
Leur régime se compose de poissons de petite taille (vairons, épinoches, chabots, gardons, petites carpes, perches, poissons-chats, anguilles, différentes espèces de Lepomis etc.), d'écrevisses, de sangsues, d'insectes (libellules, fourmis, scarabées, divers diptères, insectes aquatiques, larves...) et d'amphibiens (têtards, grenouilles). On a aussi observé des grèbes à bec bigarré qui mangeaient des vers de terre, des escargots, des araignées et les graines ou parties tendres des plantes aquatiques.

### Vol
Même si son vol peut être endurant, le grèbe à bec bigarré préfère souvent, quand il se sent menacé, s'enfuir en plongeant ou en se cachant dans la végétation plutôt qu'en s'envolant. C'est en effet un piètre voilier, du fait de son manque de manœuvrabilité en vol. Il décolle toujours depuis la surface de l'eau. Comme les autres grèbes, il a besoin d'une longue course d'élan avant de s'envoler.
En vol, il présente une silhouette typique de grèbe, avec le cou tendu, les pattes un peu pendantes, et réalise de rapides battements d'ailes.

### Comportement social
Le grèbe à bec bigarré est un oiseau timide et solitaire. Bien qu'il tolère la compagnie en période hivernale (on peut observer plusieurs individus chasser, plonger ou jouer ensemble), mâles et femelles établissent et défendent un territoire autour de leur nid d'environ 1,3 hectare en moyenne. Les populations migratrices se réunissent parfois en formations nombreuses.

### Vocalisations
Le grèbe à bec bigarré est généralement silencieux, mais les mâles, lors de la saison de reproduction, peuvent faire entendre des
-couk-couk-couk- ou -woup-woup- assez doux, ou des cris plus puissants ressemblant à des rires (kao-kao-kao).

### Reproduction
C'est un oiseau monogame pour une ou plusieurs saisons, dont la saison de reproduction débute en avril et peut durer jusqu'en octobre. La maturité sexuelle est atteinte à 1 ou 2 ans. Son espérance de vie est estimée à 5 ans.

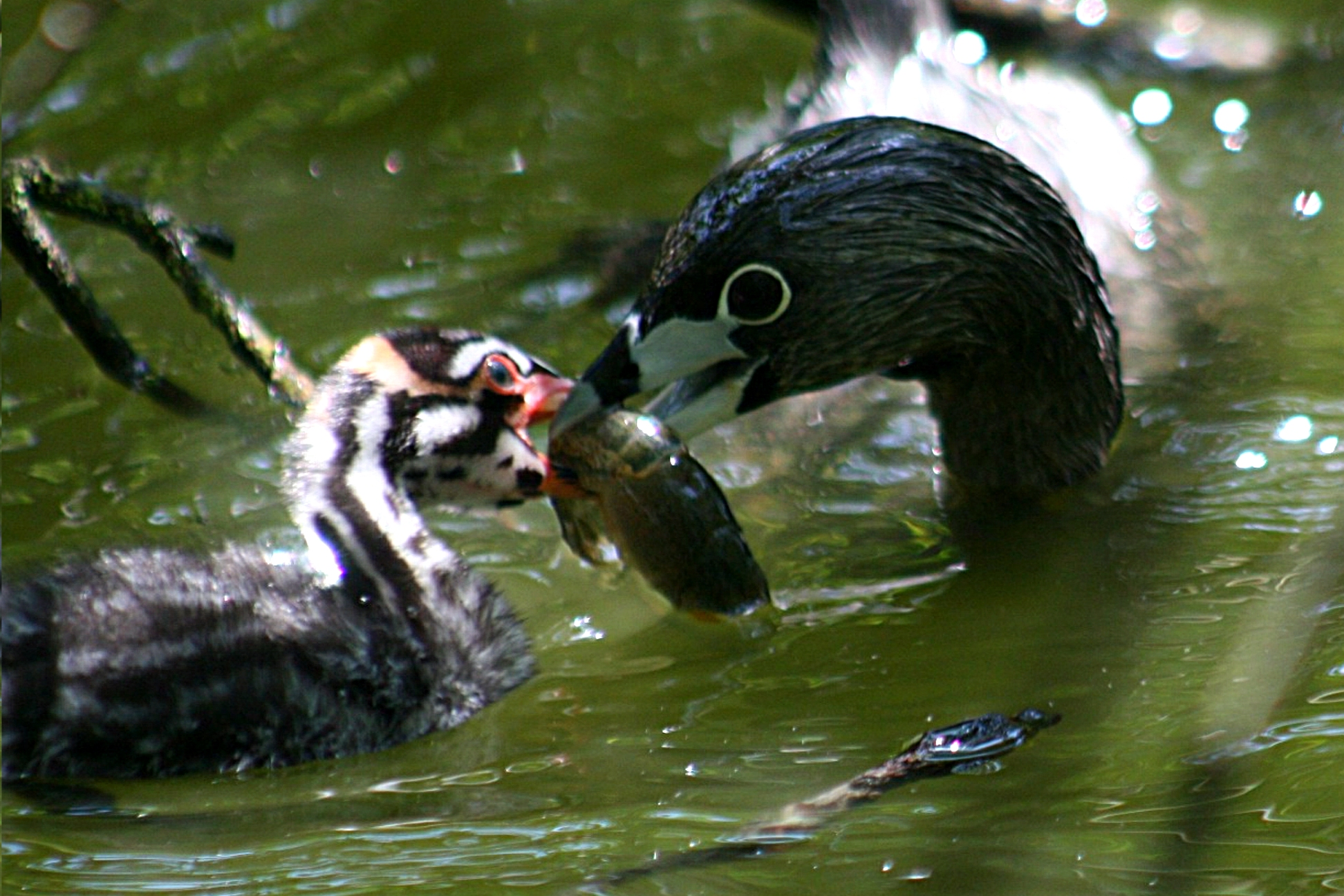
Grèbe à bec bigarré nourrissant son petit (cliquer l'image pour agrandir). Remarquez les dimensions de la proie par rapport à l'oisillon !

La parade nuptiale est relativement peu élaborée par rapport à d'autres espèces de grèbes, mais comprend tout de même 5 phases:
- Tout d'abord, les oiseaux célibataires nagent au hasard, les plumes bien lissées et le cou allongé, manifestant ainsi leur disponibilité.
- Lorsqu'un oiseau a trouvé un partenaire, chacun nage vers l'autre, puis se dresse bien droit au-dessus de l'eau, parfois en émettant un cri, puis effectue une série de rotations de la tête en saccade.
- Puis les partenaires plongent et font la course sous l'eau afin de se montrer l'un l'autre leurs prouesses en natation.
- Les oiseaux nagent ensuite en cercle à la surface de l'eau à plusieurs mètres l'un de l'autre.
- Puis l'accouplement a lieu.
- Pour finir, chaque oiseau tourne autour de son partenaire en se tenant dans une position voûtée.

Le nid flottant est bâti, par le mâle et la femelle, sur l'eau en 3 à 7 jours, bien caché parmi la végétation de marais à laquelle il est attaché, à partir de boue et de débris végétaux d'iris, de jonc, de laîche ou d'algues.
Les œufs, pondus de mars à septembre, sont blanc bleuté ou verdâtres et brunissent avec le temps. La femelle pond de 2 à 10 œufs, à raison de 1 œuf par jour. En ce qui concerne les populations du sud, la femelle réalise assez souvent deux pontes la même année.
L'incubation, qui dure de 23 à 27 jours, est assurée par les deux parents, mais la femelle est tout de même plus assidue à cette tâche.
Les petits, nidifuges, sont capables de quitter le nid une heure après leur éclosion, et sont souvent portés sur le dos de leurs parents, qui peuvent les nourrir dans cette posture, voire plonger avec leur progéniture. Les petits peuvent aussi s'accrocher avec leur bec à la queue d'un des parents et se faire ainsi entraîner, ce qui leur permet une fuite plus rapide en cas de menace. L'âge auquel les petits prennent leur indépendance est très variable, de 1 à 2 mois.

## Répartition et habitat

### Répartition
Cet oiseau niche au Canada, aux États-Unis, dans les Caraïbes, et en Amérique du Sud, du centre du Chili jusqu'en Terre de Feu.

### Habitat

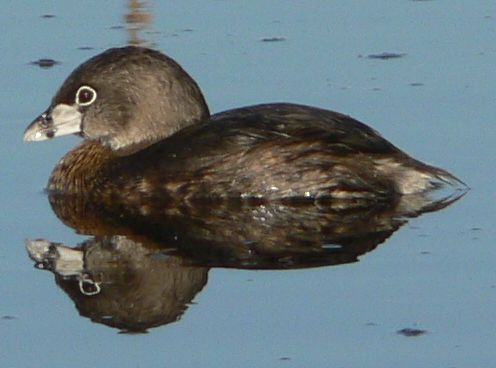

En été, on le trouve sur des lacs, mares, marais ou cours d'eau à faible courant présentant une abondante végétation de roselière sur leurs rives. Il préfère en général des plans d'eau de taille moyenne, inférieure à 7 ha. Il peut parfois, en hiver, se trouver sur des mares et lacs plus pauvres en végétation, ou sur de l'eau saumâtre (estuaires par exemple), mais il a été plus rarement vu sur des plans d'eau salée.
L'altitude maximale à laquelle ce grèbe a été observé est de 3 100 m.

### Migration
Les populations de grèbes à bec bigarré du nord du continent Nord-américain (nord des États-Unis, Canada), où les plans d'eau sont pris par la glace en hiver, sont migratrices. Elles partent hiverner dans le sud des États-Unis, en Amérique centrale ou dans les Caraïbes. Il peut arriver que certains individus restent en hiver sur leur aire de nidification si les plans d'eau ne gèlent pas. Les migrateurs arrivent sur les zones d'hivernage en septembre ou octobre, et repartent vers les aires de nidification en mars ou avril. La migration se fait surtout de nuit, seul ou en couple, avec des rassemblements au sol parfois extrêmement importants.
Bien que ce grèbe ne soit pas un très bon voilier, certains individus erratiques ont été signalés en Europe: en Grande-Bretagne, en Irlande, en Islande, en France, aux îles Canaries et aux Açores. Ces observations ont été réalisées à des périodes variables de l'année,. On rapporte même le cas, en Angleterre, d'un Grèbe à bec bigarré s'étant accouplé avec un Grèbe castagneux, produisant ainsi un hybride.

## Le Grèbe à bec bigarré et l'Homme

### Statut et préservation
Cet oiseau est commun et a une vaste aire de répartition, mais il y a des signes d'un déclin de population, surtout dans le nord-ouest américain. De fait, il est protégé par le Migratory Bird Treaty Act.
Les grèbes à bec bigarré sont principalement menacés par la dégradation et la destruction de leur habitat. Ils sont aussi affectés par l'empoisonnement aux pesticides et autres contaminants. Les nids et les œufs peuvent être détruits par les intempéries ou les prédateurs.
Les principaux prédateurs des œufs et des petits de ce grèbe sont le raton laveur, la mouette atricille, les serpents aquatiques, le Goéland à ailes grises, le hibou Grand-duc d'Amérique, la foulque d'Amérique, le Pygargue à tête blanche, le faucon pèlerin, l'alligator, la tortue hargneuse, le rat brun, le vison.
Il est classé par l'UICN dans la catégorie « préoccupation mineure », du fait de sa large répartition (estimée selon cette organisation à 21 millions de km²). Sa population mondiale est estimée à 110 000 ou 130 000 individus.

### Position systématique et appellation
Depuis l'extinction de Podilymbus gigas, ou grèbe géant, aussi appelé grèbe du lac Atitlan, le grèbe à bec bigarré est devenu le seul membre survivant du genre Podilymbus.
L'appellation « à bec bigarré » est une référence à la bande noire qui barre le bec grisâtre de cet oiseau. le terme Podiceps est une contraction des termes latins podex-podicis (postérieur, anus) et pes-pedis (pied, patte), ce qui est une référence à l'emplacement des pattes sur le corps. Podilympus est une contraction du terme podiceps (voir ci-dessus) avec l'ancien nom du genre : Colymbus (du grec kolumbos : plongeur).

## Sous-espèces
D'après la classification de référence (version 14.1, 2024) de l'Union internationale des ornithologues, le Grèbe à bec bigarré possède 3 sous-espèces :
- Podilymbus podiceps podiceps (Linnaeus, 1758) ;
- Podilymbus podiceps antillarum Bangs, 1913 ;
- Podilymbus podiceps antarcticus (Lesson, RP, 1842).

### Philatélie
Il existe un timbre, émis en 1980 par les Îles Turks-et-Caïcos, qui représente cet oiseau.